# Esteban Daza
Esteban Daza (* um 1537 in Valladolid; † um 1591 ebenda) war ein spanischer Vihuelist und Komponist der Renaissance.

## Leben und Wirken
In der Klosterkirche San Benito el Real in Valladolid steht heute noch die Familienkapelle, die von Estebans Großmutter gegründet wurde. Um 1537 gehörte die Familie dem gehobenen Mittelstand in dieser Stadt an. Esteban Daza war das älteste der 14 Kinder von Tomás Daza († 1569) und seiner Frau Juana († 1585). Er selbst und drei seiner Brüder studierten an der Universität Valladolid, sechs andere Geschwister traten in einen Orden ein. Gegen den Wunsch seines Vaters studierte er nicht bis zum Grad eines Magisters. Wenn auch die Familie ein bescheidenes Leben führte, hat Esteban anscheinend keinen Beruf ausgeübt, sondern stattdessen von Anlageerträgen gelebt. Entgegen den Konventionen übernahm er nicht die üblichen Pflichten eines ältesten Sohnes, sondern hat dies seinem Bruder Baltasar überlassen.
Den musikalischen Aktivitäten von Esteban Daza stand die Familie kritisch gegenüber. Diese Haltung änderte sich offensichtlich nach der Veröffentlichung seines Vihuela-Buchs. Im Juni 1575 bekam Daza die Lizenz zur Herausgabe seines Werks Libro de música. Gedruckt wurde das Werk von Diego Fernández de Córdoba. Der Vertrag zwischen beiden Parteien, unterzeichnet am 13. Januar 1576, vereinbarte eine Auflage von 1500 Stück zum Preis von 1575 reales; der Druck wurde am 12. April fertiggestellt. Gewidmet ist das Werk Hernando de Hálabos de Soto, einem Freund der Familie und Anwalt in der Real Chancillería, welcher auch dem obersten Rat von König Philipp II. angehörte.
Nach dem Tod seiner Mutter lebte Esteban eine gewisse Zeit zusammen mit seinen unverheirateten Geschwistern in einem Haus, das sie von ihrem Onkel Gaspar geerbt hatten, und ab 1589 mindestens bis Dezember 1590 in einem Haus seines Bruders etwas außerhalb der Stadt. Nach 1591 sind keine Informationen mehr über Esteban Daza überliefert.

## Bedeutung
Esteban Daza war einer der letzten Komponisten für die Vihuela. Dieses Instrument wurde am Ende des 16. Jahrhunderts mehr und mehr von der Gitarre abgelöst. Sein genanntes dreibändiges Werk stellt einen hohen Anspruch an das Können des Spielers. Viele der Stücke des 1. Buchs mit seinen Fantasien belegen deutlich, dass Daza mit ähnlichen Werken aus den Tre libros de música en cifra para vihuela (Sevilla 1546) von Alonso Mudarra vertraut war. Der geschliffene Stil der imitativen Fantasien hält sich eng an die theoretischen Lehren von Tomás de Santa María und hat ausgeglichene formale Proportionen. Die im 2. und 3. Buch enthaltenen Intabulierungen beruhen auf vokalen Vorlagen, von denen weniger als die Hälfte überliefert ist.

## Werke

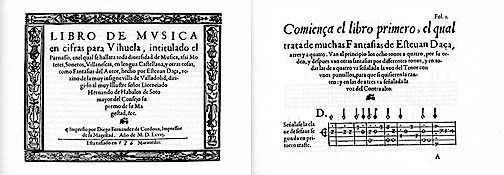
Titelseiten des Libro de música, intitulato el Parnasso

- Libro de música en cifras para Vihuela, intitulato el Parnasso in drei Büchern, Valladolid 1576. Notiert sind die Bücher in der üblichen spanischen Tabulatur; die Einleitung ist eine Paraphrase des Werks Los seys libros del Delphín de música de cifras para tañer Vihuela von Luis de Narváez (Valladolid 1538).
  - Buch 1: 21 Fantasien, davon 17 im imitativen Stil und vier in langen Passagen „zur Entwicklung der Hände“.
  - Buch 2: Intabulierungen von Motetten und weltlichen Werken, wörtliche Übertragungen mit wenigen kadenzierenden Verzierungen, wobei jeweils die Stimme, die vom Spieler gesungen werden kann, gekennzeichnet ist. Es sind sechs Stücke aus den Motetta in quatuor vocem nunquam hactenus impressa von Simon Boyleau (fl. 1544–1586) enthalten, ferner sieben Stücke von Pedro und Francisco Guerrero, G. Basurto, Jean Richafort, Jean Maillard und Thomas Crécquillon.
  - Buch 3: eine Romanze, 13 sonetos und villanescas von Rodrigo de Ceballos, Francisco de Guerrero, Juan Navarro und Pedro Ordóñez, außerdem 11 Villancicos und zwei französische Chansons.